# Бен Кросбі
Бенджамін Льюїс Кросбі (22 березня 1868 — 29 грудня 1892) — американський футболіст і тренер. Халкотт-центрі, Нью-Йорк. Кросбі навчався у Єльському університеті, з 1889 року, де відзначався як популярний студент і спортсмен. Протягом двох років він грав у футбольній команді та був резервним гравцем. На молодшому курсі його замінив Френк Хінкі, і він більше не повертався на стартову позицію. Незважаючи на це, час в Єльському університеті для Кросбі був успішним. Після закінчення навчання він вступив до  Нью-Йоркської юридичної школи.
У 1892 році Кросбі прийняв запрошення стати головним тренером футбольної програми Військово-морської академії США. Завдяки його суворій стратегії тренувань команда досягла рекордних 5–2, з вищим пунктом у перемозі над армійською командою. За це він отримав визнання, включаючи особистий кубок у визнання перемоги. Після сезону Кросбі повернувся до Нью-Йорка для навчання, але хвороба, здобута під час тренерської роботи, призвела до госпіталізації невдовзі після його повернення. Він помер від черевного тифу наприкінці грудня у віці 24 років.

## Кар'єра

### Молодість і коледж
Бен Кросбі народився 22 березня 1868 року в Халкотт-центрі, Нью-Йорк, у сім'ї Девіда Дж. Кросбі. У своєму дитинстві він відвідував гімназію Хопкінса в Нью-Хейвені, штат Коннектикут. Крім того, він був другою особою в своїй родині, яка навчалася  в цьому закладі, попередній учасник - його двоюрідний брат Джеймс Паркман Кросбі, навчався там на початку 1870-х.
Бен закінчив гімназію у 1888 році, а наступного року почав навчання в Єльському університеті. Під час свого перебування там Кросбі став популярним студентом та приєднався до братства Дельта Каппа Епсилон і таємного студентського товариства «Череп і кістки».
На другому курсі Кросбі грав у правій частині футбольної команди «Бульдоги». Команда завершила сезон із тринадцятьма перемогами та лише однією поразкою від національного чемпіона - Гарварду . Наступного року він приєднався до університетської команди як заміна, і його однокласники описували його як "досить видатного спортсмена з легкої атлетики".  
На початку сезону 1891 року і Кросбі, і Джон А. Хартвелл, інший стартовий гравець, який пізніше став тренером військово-морського флоту, отримали травми під час гри. Спостерігаючи за тренуванням команди, Хартвелл і Кросбі помітили гру резервного гравця Френка Хінкі . Поспостерігавши за Хінкі деякий час, Хартвелл вирішив повернутися до тренувань, боячись втратити початкову позицію; Кросбі не вважав це за потрібне. У наступній грі Хінкі замінив Кросбі на стартовій позиції, і він не відновив позицію.   Команда завершила сезон із ідеальним результатом  була названа національним чемпіоном .  Кросбі залишався популярним протягом останнього року навчання в університеті, і він був одним із трьох випускників, які отримали нагороду класу.  Після закінчення школи Кросбі вступив до Нью-Йоркської юридичної школи та приєднався до адвокатської контори в Нью-Йорку .  

### Тренерська кар'єра
У жовтні 1892 року, незабаром після того, як він почав відвідувати Нью-Йоркську юридичну школу, Кросбі запросив колишній тренер Єльського університету Волтер Кемп жити в Аннаполісі, штат Меріленд, щоб працювати тренером футбольної команди Військово-морської академії США ; Програма діяла у відповідь на призначення колишнього товариша по команді Кросбі, Генрі Л. Вільямса, тренером армійської команди . Флот спочатку передав пропозицію Кемпу, який припустив, що Кросбі виконає цю роль більш ефективно. Кросбі прийняв запрошення  і став другим головним тренером в історії ВМС і першим, хто був незалежним від програми.  Попередній тренер, Вокс Картер, відвідував академію та відновив програму.  Стратегія практики Кросбі була однією з найбільш інтенсивно використовуваних в академії в перші роки її існування; щодня після занять команда грала дві 45-хвилинні гри проти команди з 22 дублюючих гравців, після чого одразу йшло тривале плавання в холодному басейні.   Незадовго до початку сезону Кросбі найняв колишнього гравця коледжів Сент-Джонс, Джонса Хопкінса та Лехай Пола Дешієлла, щоб він став помічником тренера. 

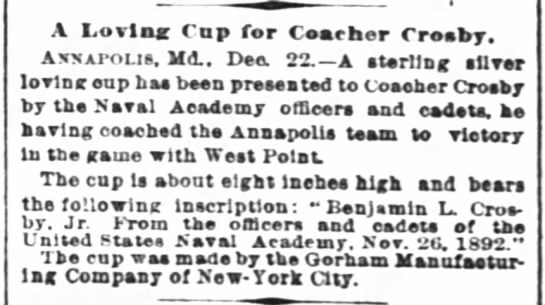
Стаття з The New York Times про те, як Кросбі отримав кубок за перемогу в матчі «Армія-ВМС».

Сезон 1892 року розпочався 12 жовтня з програшу в Аннаполісі проти Penn Quakers з рахунком 16–0. «Квакерс» завершили сезон із результатом 15–1, поступившись лише національному чемпіону Йелю . Наступну гру команда Кросбі зіграла через три дні проти «Прінстон Тайгерс» . Військово-морські сили програли гру в черговому шатауті з рахунком 28–0. Ці поразки продовжили програшну смугу, починаючи з 21 листопада минулого року.   Наступного тижня, 22 жовтня, Кросбі здобув свою першу тренерську перемогу, коли Navy перемогли Lafayette Leopards з рахунком 22–4. За цим послідувала перемога наступного тижня над невеликим коледжем Franklin &amp; Marshall ; Військово-морські сили перемогли в шатауті з рахунком 24–0, що стало їхньою найбільшою такою перемогою з часів гри між армією та флотом 1890 року. Вони продовжили свою переможну серію в листопаді, здобувши перемогу над «Рутгерсом» з рахунком 48–12, що стало найбільшою перемогою для ВМС з початку сезону 1890 року . Після тижневої перерви Кросбі отримав свою четверту перемогу, шутаут із сорока очок у сусідньому Джорджтауні .  
Останньою грою сезону стала щорічна гра «Армія–ВМС» проти найзапекліших суперників ВМС, непереможних армійських кадетів. Військово-морські сили несподівано програли кадетам у минулорічній грі і увійшли до гри 1892 року аутсайдером .  Незважаючи на це, Кросбі очікував перемоги, навіть сказав журналістам, що «вважав, що вони [ВМС] обов’язково переможуть».  Кросбі також привернув увагу преси своїм розкладом більш частих тренувань перед грою, включаючи нічні тренування на освітленому полі. Він закрив усій пресі та вболівальникам доступ до тренувань, що було незвичайною дією на той час, оскільки чиновники ВМС стверджували, що армія навчилася їхній п’єсі минулого року, спостерігаючи за тренуваннями.   Дії Кросбі виявилися ефективними, оскільки 26 листопада у Вест-Пойнті ВМС вели армію протягом усієї гри та легко перемогли, 12–4.   Приблизно через місяць після гри, на знак вдячності за те, що він тренував Navy до перемоги, команда подарувала Кросбі срібний кубок висотою 8 дюймів, виготовлений компанією Gorham Manufacturing Company, на якому було написано просте повідомлення: «Бенджамін Л. Кросбі молодший – від офіцерів і кадетів Військово-морської академії Сполучених Штатів, 26 листопада 1892 року».  

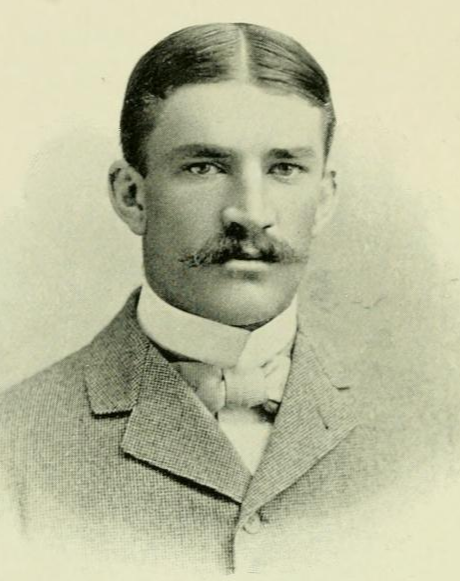
Наймання Кросбі Пола Дешила мало тривалий вплив на футбол ВМС

### Смерть і спадщина
Коли сезон закінчився, Кросбі повернувся до Нью-Йорка, щоб продовжити навчання в Нью-Йоркській юридичній школі. Він відвідував уроки лише короткий час, оскільки важка хвороба, яку він підхопив в Аннаполісі, продовжувала загострюватися. Як повідомляється, 19 грудня, перебуваючи в класі, він «помер від нападу черевного тифу ».   Його доставили до лікарні Святого Луки, де його стан поступово погіршувався протягом наступних десяти днів. Кросбі помер 29 грудня 1892 року у віці 24 років   Посаду тренера Кросбі зайняв товариш по команді з Єльського університету Джон А. Хартвелл, якого згодом замінив інший товариш по команді з Єльського університету Вільям Вюртенбург . 
За один сезон на посаді головного тренера Кросбі встановив рекорд 5–2, а його команда перевершила суперників з рахунком 146–64. П'ять перемог є сьомим за кількістю серед тренерів ВМС, але третім за кількістю тренерів, які працюють в одному сезоні. Кросбі також має третє місце за кількістю поразок серед тренерів ВМС, а його відсоток перемог 0,714 є десятим найвищим серед тренерів ВМС.  Кросбі був майже забутий за межами історії військово-морського футболу. Одна подія з його життя, яка запам'яталася, - це його заміна на посаді Йельського університету на Френка Хінкі, яка обговорювалася в журналах принаймні до 1920-х років через вплив Хінкі на спорт.  Найзначніший вплив, який Кросбі мав на ВМС, було найнято Дешіеллом. Останній служив помічником до 1903 року під керівництвом наступних восьми тренерів флоту. Будучи головним тренером з 1904 по 1906 рік, Дашієлл приніс ВМФ національну популярність і виграв 25 ігор. Пізніше він став одним із членів Комітету з правил американського футболу, який найдовше пропрацював, допомагаючи, серед іншого, легалізувати передачу вперед і заборонити використання клина . 